# 1-2-3 Go
1-2-3 Go là một bộ phim hài ngắn năm 1941 trong series Our Gang.
Bộ phim được chỉ đạo bởi Edward Cahn, có sự tham gia của George McFarland, Billie Thomas, Mickey Gubitosi, và Billy Laughlin.
Đây là tập phim ngắn thứ 199 trong series Our Gang được phát hành

## Nội dung
Khi đang chơi bóng chày trên một con phố đông đúc ở Greenpoint, Mickey bị một chiếc ô tô đâm. Mặc dù đã bình phục hoàn toàn vết thương nhưng Mickey vẫn gặp gỡ một số đứa trẻ khác trong bệnh viện.
Nhận thức được ý thức trách nhiệm công dân, những đứa trẻ thành lập Hiệp hội 1-2-3 Go, nhằm giảm thiểu số vụ thương tích do ô tô gây ra trong cộng đồng của họ.

## Diễn viên
- Mickey Gubitosi trong vai Mickey
- Billy Laughlin trong vai Froggy
- George McFarland trong vai Spanky
- Billie Thomas trong vai Buckwheat